# 2017年マレーシアグランプリ
2017年マレーシアグランプリ (2017 Malaysian Grand Prix) は、2017年のF1世界選手権第15戦として、2017年10月1日にセパン・インターナショナル・サーキットで開催された。
正式名称は「2017 FORMULA 1 PETRONAS MALAYSIA GRAND PRIX」。この年をもって、1999年以来19年間開催されていたマレーシアグランプリは終了となった。

## レース前
このレースでピレリが供給するドライタイヤのコンパウンドは、ミディアム、ソフト、スーパーソフトの3種類。
ドライバー交代
- トロ・ロッソは、ダニール・クビアトに代わってピエール・ガスリーを起用[4]。カーナンバーは2014年に小林可夢偉が使用した「10」を選択した[5][6]。ガスリーの起用は当レースと次戦日本GPの2戦とされている[7]。

2018年シーズンに関する動向
- レッドブルは、アストンマーティンと2018年からのタイトルスポンサー契約を締結。チーム名は「アストンマーティン・レッドブル・レーシング」に変更される[8]。

## フリー走行
開催日時は現地時間 (UTC+8、以下同じ）。

### 1回目
2017年9月29日 11:00
当セッションのみ出走するドライバーは以下の通り。
- ザウバー - シャルル・ルクレール（マーカス・エリクソンに代わって出走）
- トロ・ロッソ - ショーン・ゲラエル（カルロス・サインツJr.に代わって出走）
- ハース - アントニオ・ジョヴィナッツィ（ケビン・マグヌッセンに代わって出走）
- ルノー - セルゲイ・シロトキン（ニコ・ヒュルケンベルグに代わって出走）

開始15分前に雨が強く降り出したため、雨脚が弱まるまでスタートはディレイとなり30分遅れで開始された。メルセデス、レッドブル、フォース・インディアを除く14台がウエットタイヤでコースインしたが、雨が上がってからは各車インターミディエイトで走行した。トップタイムはマックス・フェルスタッペンの1分48秒962。

### 2回目
2017年9月29日 15:00
午前とうって変わって好天に恵まれ、気温29度、路面温度42度のドライコンディションで開始された。16時8分、バルテリ・ボッタスが走行した際にターン13のイン側縁石にある排水溝のフタが外れ、これを踏んだロマン・グロージャンの右リアタイヤがバースト、スピンしたままコースアウトしてタイヤバリアにクラッシュしてしまう。グロージャンは無事だったが、このクラッシュで赤旗となり、そのままセッションは終了した。トップタイムはセバスチャン・ベッテルの1分31秒261。
セッション終了後、グロージャンがクラッシュした原因となった排水溝のフタについては直ちに溶接され、他の箇所のフタについても点検が行われた。グロージャンのマシンは大きなダメージを負っており、特例として夜間のマシン修理が許可された。

### 3回目
2017年9月30日 14:00
気温31度、路面温度43度、晴天のドライコンディションで開始された。フェラーリ勢が好調を維持し、キミ・ライコネンが1分31秒880でトップタイムとなった。ベッテルが2位に続いたが、セッション終盤にスローダウン。ピットへ戻ることはできたものの予選に向けて不安を残した。終了間際にジョリオン・パーマーがフェルスタッペンに追突しフェルスタッペンはスピン、パーマーはフロントウィングを破損した。

## 予選
2017年9月30日 17:00
ルイス・ハミルトンがポールポジションを獲得する一方、セバスチャン・ベッテルはパワーユニットのトラブルでQ1を走行できず、決勝は最後尾グリッドからスタートとなった。

### 経過
午前に比べ雲は増えたが、気温30度、路面温度46度、ドライコンディションで開始された。
Q1
フェラーリはFP3でトラブルが発生したベッテルのパワーユニット（エンジンとMGU-H）を交換して予選に臨んだが、最初のアタックラップでターボのトラブルが発生してスローダウン。タイムを出せないまま予選を終えてしまった。一方、フリー走行ではフェラーリとレッドブルに遅れを取っていたハミルトンがソフトタイヤでトップタイムを出した。Q1脱落はベッテルの他、ハースとザウバーの各2台。
Q2
全車スーパーソフトでアタックを開始。1回目のアタックでトップタイムを出したのはキミ・ライコネンで1分30秒926。2回目はバルテリ・ボッタスがトップタイムを出した。ウィリアムズとトロ・ロッソの各2台とジョリオン・パーマーがQ2敗退となった。
Q3
1回目のアタックでハミルトンが1分30秒076でトップに立つ。2回目のアタックではハミルトンはタイムを更新できず、ライコネンがセクター2までハミルトンのタイムを上回っていたが、最終コーナーでタイヤをロックさせてしまい僅かに及ばなかった。結局、ハミルトンのタイムを上回る者はいなかったため、ハミルトンのポールポジションが決まった。

### 結果
| Pos.                | No. | ドライバー                 | コンストラクター                | Q1       | Q2       | Q3       | Grid |
| ------------------- | --- | -------------------------- | ------------------------------- | -------- | -------- | -------- | ---- |
| 1                   | 44  | ルイス・ハミルトン         | メルセデス                      | 1:31.605 | 1:30.977 | 1:30.076 | 1    |
| 2                   | 7   | キミ・ライコネン           | フェラーリ                      | 1:32.259 | 1:30.926 | 1:30.121 | 2    |
| 3                   | 33  | マックス・フェルスタッペン | レッドブル-タグ・ホイヤー       | 1:31.920 | 1:30.931 | 1:30.541 | 3    |
| 4                   | 3   | ダニエル・リカルド         | レッドブル-タグ・ホイヤー       | 1:32.416 | 1:31.061 | 1:30.595 | 4    |
| 5                   | 77  | バルテリ・ボッタス         | メルセデス                      | 1:32.254 | 1:30.803 | 1:30.758 | 5    |
| 6                   | 31  | エステバン・オコン         | フォース・インディア-メルセデス | 1:32.527 | 1:31.651 | 1:31.478 | 6    |
| 7                   | 2   | ストフェル・バンドーン     | マクラーレン-ホンダ             | 1:32.838 | 1:31.848 | 1:31.582 | 7    |
| 8                   | 27  | ニコ・ヒュルケンベルグ     | ルノー                          | 1:32.586 | 1:31.778 | 1:31.607 | 8    |
| 9                   | 11  | セルジオ・ペレス           | フォース・インディア-メルセデス | 1:32.768 | 1:31.484 | 1:31.658 | 9    |
| 10                  | 14  | フェルナンド・アロンソ     | マクラーレン-ホンダ             | 1:33.049 | 1:32.010 | 1:31.704 | 10   |
| 11                  | 19  | フェリペ・マッサ           | ウィリアムズ-メルセデス         | 1:32.267 | 1:32.034 |          | 11   |
| 12                  | 30  | ジョリオン・パーマー       | ルノー                          | 1:32.576 | 1:32.100 |          | 12   |
| 13                  | 18  | ランス・ストロール         | ウィリアムズ-メルセデス         | 1:33.000 | 1:32.307 |          | 13   |
| 14                  | 55  | カルロス・サインツ         | トロ・ロッソ                    | 1:32.650 | 1:32.402 |          | 14   |
| 15                  | 10  | ピエール・ガスリー         | トロ・ロッソ                    | 1:32.547 | 1:32.558 |          | 15   |
| 16                  | 8   | ロマン・グロージャン       | ハース-フェラーリ               | 1:33.308 |          |          | 16   |
| 17                  | 20  | ケビン・マグヌッセン       | ハース-フェラーリ               | 1:33.434 |          |          | 17   |
| 18                  | 94  | パスカル・ウェーレイン     | ザウバー-フェラーリ             | 1:33.483 |          |          | 18   |
| 19                  | 9   | マーカス・エリクソン       | ザウバー-フェラーリ             | 1:33.970 |          |          | 19   |
| 107% time: 1:38.017 |     |                            |                                 |          |          |          |      |
| NC                  | 5   | セバスチャン・ベッテル     | フェラーリ                      | no time  |          |          | 20 1 |
| ソース              |     |                            |                                 |          |          |          |      |

追記
- ^1 - ベッテルはタイムを記録できなかったが、スチュワードの判断により決勝出走を許可され最後尾グリッドからのスタートとなった[20]。決勝前に4基を超えるパワーユニットのコンポーネント交換（5基目のエンジン（ICE）、ターボ、MGU-H）を行い20グリッド降格となったが、既に最後尾グリッドが決まっていたため変更なし[21]

## 決勝
2017年10月1日 15:00
決勝前日の予選の日に20歳の誕生日を迎えたマックス・フェルスタッペンが今シーズン初優勝をあげ、2016年スペイングランプリ以来となる通算2勝目を飾った。レッドブルはマレーシアGPを2年連続で制した。一方、メルセデス勢のサマーブレイク後の連勝は3で止まり、優勝候補で最有力のルイス・ハミルトンは2位、最後尾スタートのセバスチャン・ベッテルは猛烈な追い上げを見せたが表彰台に届かず4位に終わった。

### 展開
気温30度、路面温度38度、決勝の2時間半前に豪雨に見舞われたがレコノサンスラップの間に路面は乾き、ドライコンディションでレースが行われた。そのレコノサンスラップでキミ・ライコネンのパワーユニットに異常が発生し、ピットに戻り修復を試みるもレース開始までに間に合わず、スタートすることができなかった。前日にパワーユニットのトラブルが発生し予選を走れず最後尾グリッドが決まったベッテルは、再びパワーユニット（エンジン、ターボチャージャー、MGU-H、いずれも5基目）を交換して決勝に臨んだ。タイヤはベッテルとザウバー勢がソフト、他のドライバーはスーパーソフトでスタートする。
スタートでバルテリ・ボッタスが好スタートを切りダニエル・リカルドをオーバーテイク。ボッタスはフェルスタッペンにも接近したが、フェルスタッペンは2位を死守した。後方ではストフェル・バンドーンが5位に浮上した。バンドーンに抜かれたエステバン・オコンはフェリペ・マッサと接触し、ピットインを余儀なくされた。
4周目にフェルスタッペンがペースの上がらないハミルトンを抜いて首位に浮上、リカルドも9周目にボッタスを抜き返す。ベッテルは9周目の時点で9位まで挽回した。
26周目にハミルトンがピットイン、次の周でフェルスタッペンがピットインするが順位は変わらず。ベッテルも27周目にピットインを行い、次の周にピットインを行ったボッタスをアダーカットして4位まで挽回する。ベッテルはスーパーソフトでファステストラップを連発して3位リカルドを猛追する。
ベッテルは45周目にリカルドの1秒後方まで接近したが、48周目に周回遅れのフェルナンド・アロンソの処理に手こずる。それでも次の周にリカルドに仕掛けるが、リカルドは3位を死守。これ以降はタイヤの消耗と軽タンク出走による燃費問題によりベッテルのペースは落ち、リカルドに離されていった。
フェルスタッペンはトップを守り抜き優勝、以下ハミルトン、リカルド、ベッテル、ボッタスの順にチェッカーを受けた。これにより、ハミルトンとベッテルの差はさらに開いて34ポイントとなった。バンドーンは2戦連続で7位入賞を果たし、入賞圏に届かず11位に終わったチームメイトのアロンソを3ポイント上回った。
ウイニングランの最中にベッテルとランス・ストロールが接触し、ベッテルのマシンが大破してしまう。ベッテルは同国出身のパスカル・ウェーレインのマシンに乗せてもらいピットへ帰る羽目になった（本来であればこの行為も違反）。この一件については両者お咎めなしとなったが、予選から決勝終了後までフェラーリにとっては悪夢のレースになってしまった。

### 結果
| Pos.   | No. | ドライバー                 | コンストラクター                | 周回数 | タイム/リタイア | Grid | Pts. |
| ------ | --- | -------------------------- | ------------------------------- | ------ | --------------- | ---- | ---- |
| 1      | 33  | マックス・フェルスタッペン | レッドブル-タグ・ホイヤー       | 56     | 1:30:01.290     | 3    | 25   |
| 2      | 44  | ルイス・ハミルトン         | メルセデス                      | 56     | +12.770         | 1    | 18   |
| 3      | 3   | ダニエル・リカルド         | レッドブル-タグ・ホイヤー       | 56     | +22.519         | 4    | 15   |
| 4      | 5   | セバスチャン・ベッテル     | フェラーリ                      | 56     | +37.362         | 20   | 12   |
| 5      | 77  | バルテリ・ボッタス         | メルセデス                      | 56     | +56.021         | 5    | 10   |
| 6      | 11  | セルジオ・ペレス           | フォース・インディア-メルセデス | 56     | +1:18.630       | 9    | 8    |
| 7      | 2   | ストフェル・バンドーン     | マクラーレン-ホンダ             | 55     | +1 Lap          | 7    | 6    |
| 8      | 18  | ランス・ストロール         | ウィリアムズ-メルセデス         | 55     | +1 Lap          | 13   | 4    |
| 9      | 19  | フェリペ・マッサ           | ウィリアムズ-メルセデス         | 55     | +1 Lap          | 11   | 2    |
| 10     | 31  | エステバン・オコン         | フォース・インディア-メルセデス | 55     | +1 Lap          | 6    | 1    |
| 11     | 14  | フェルナンド・アロンソ     | マクラーレン-ホンダ             | 55     | +1 Lap          | 10   |      |
| 12     | 20  | ケビン・マグヌッセン       | ハース-フェラーリ               | 55     | +1 Lap          | 17   |      |
| 13     | 8   | ロマン・グロージャン       | ハース-フェラーリ               | 55     | +1 Lap          | 16   |      |
| 14     | 10  | ピエール・ガスリー         | トロ・ロッソ                    | 55     | +1 Lap          | 15   |      |
| 15     | 30  | ジョリオン・パーマー       | ルノー                          | 55     | +1 Lap          | 12   |      |
| 16     | 27  | ニコ・ヒュルケンベルグ     | ルノー                          | 55     | +1 Lap          | 8    |      |
| 17     | 94  | パスカル・ウェーレイン     | ザウバー-フェラーリ             | 55     | +1 Lap          | 18   |      |
| 18     | 9   | マーカス・エリクソン       | ザウバー-フェラーリ             | 54     | +2 Laps         | 19   |      |
| Ret    | 55  | カルロス・サインツ         | トロ・ロッソ                    | 29     | パワーユニット  | 14   |      |
| DNS    | 7   | キミ・ライコネン           | フェラーリ                      | 0      | バッテリー      | - 1  |      |
| ソース |     |                            |                                 |        |                 |      |      |

ファステストラップ
- セバスチャン・ベッテル（フェラーリ） 1:34.080（41周目）

ラップリーダー
- ルイス・ハミルトン (Lap 1-3)
- マックス・フェルスタッペン (Lap 4-27, 30-56)
- ダニエル・リカルド (Lap 28-29)

追記
- ^1 - ライコネンは決勝直前にマシントラブルが発生したためスタートせず[27]

## 第15戦終了時点のランキング
|  | 順位 | ドライバー             | ポイント |
|  | ---- | ---------------------- | -------- |
|  | 1    | ルイス・ハミルトン     | 281      |
|  | 2    | セバスチャン・ベッテル | 247      |
|  | 3    | バルテリ・ボッタス     | 222      |
|  | 4    | ダニエル・リカルド     | 177      |
|  | 5    | キミ・ライコネン       | 138      |

|  | 順位 | コンストラクター                | ポイント |
|  | ---- | ------------------------------- | -------- |
|  | 1    | メルセデス                      | 503      |
|  | 2    | フェラーリ                      | 385      |
|  | 3    | レッドブル-タグ・ホイヤー       | 270      |
|  | 4    | フォース・インディア-メルセデス | 133      |
|  | 5    | ウィリアムズ-メルセデス         | 65       |

- 注：ドライバー、コンストラクター共にトップ5のみ表示。